# Annona reticulata
Annona reticulata är en kirimojaväxtart som beskrevs av Carl von Linné.
Annona reticulata ingår i släktet annonor och familjen kirimojaväxter. Inga underarter finns listade i Catalogue of Life.

## Bildgalleri

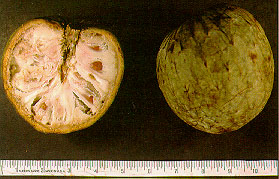
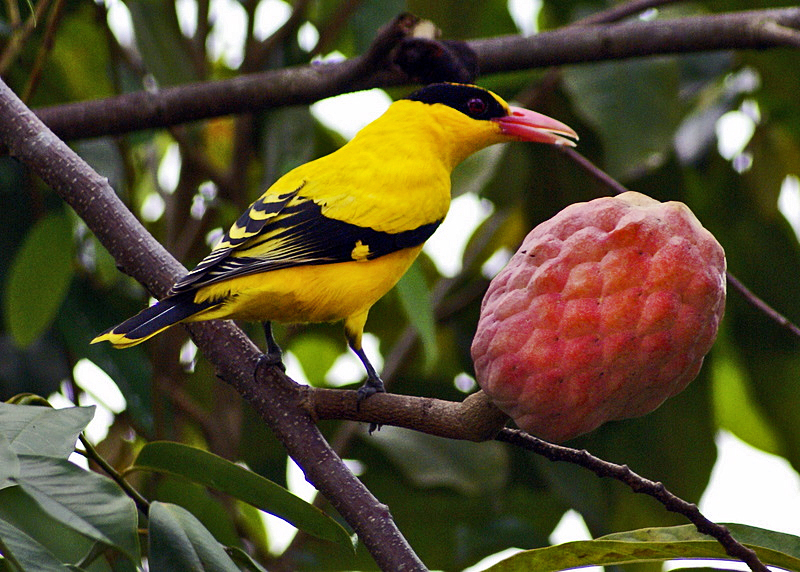
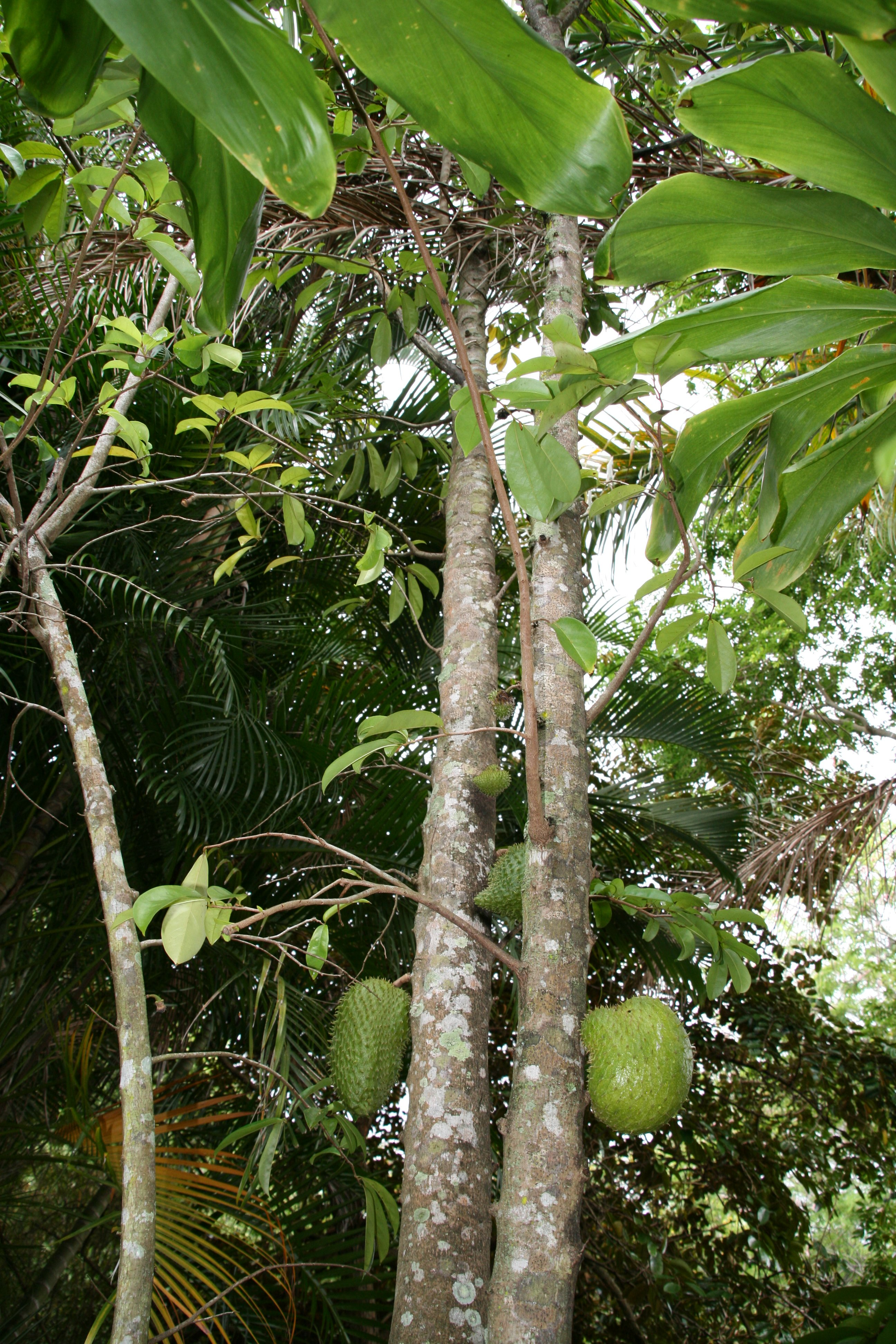
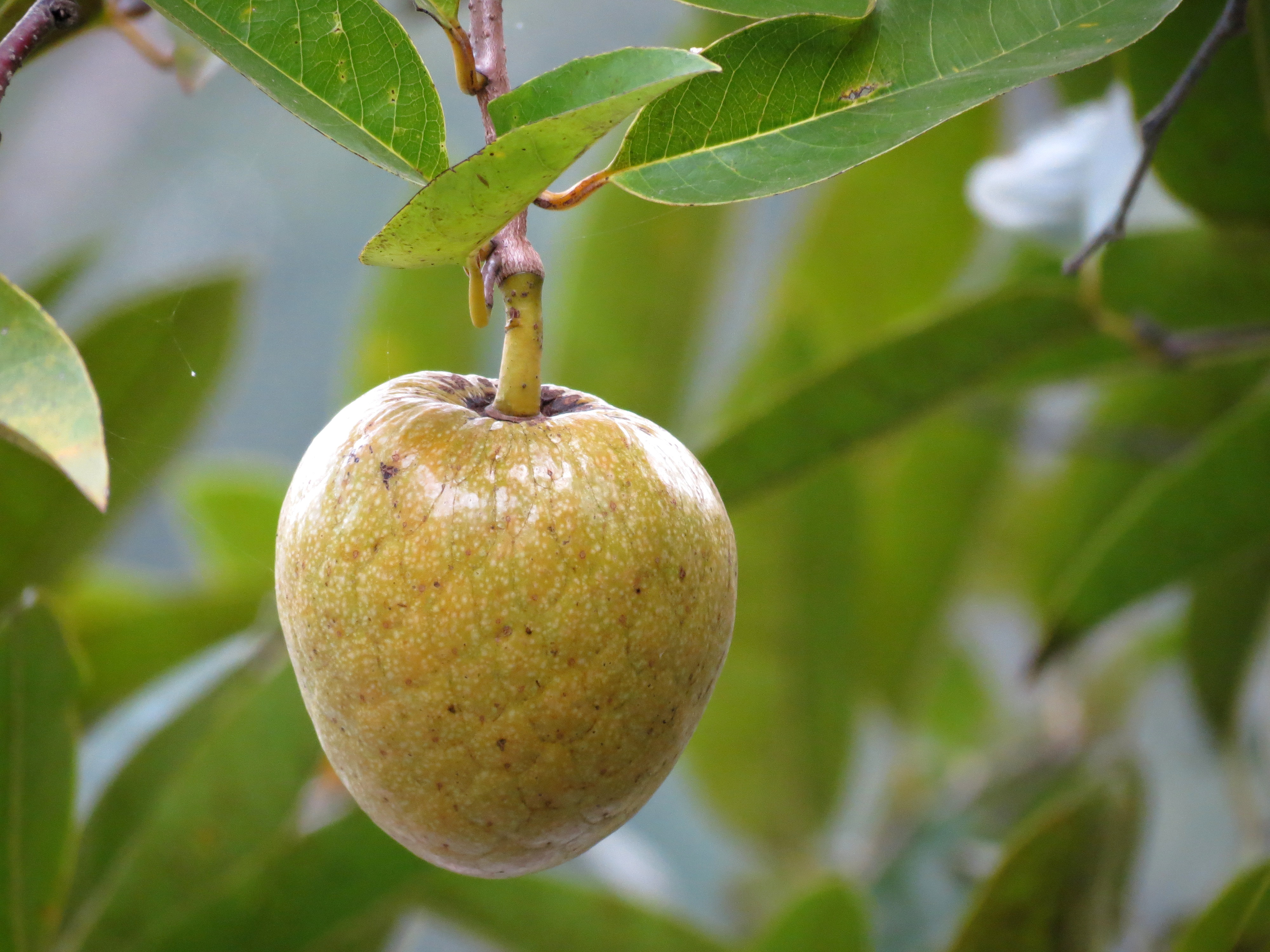